# Mistrovství světa v házené mužů 2013
23. mistrovství světa  v házené proběhne ve dnech 11. – 27. ledna ve Španělsku.
Mistrovství se zúčastnilo 24 mužstev, rozdělených do čtyř šestičlenných skupin. První čtyři týmy postoupily do play off, kde se hrálo o medaile. Týmy, které v základní skupině skončily na čtvrtém až šestém místě místě, hrály o 17. - 24. místo (tzv. Prezidentský pohár). Mistrem světa se stalo domácí Španělsko.

## Arény
| Barcelona        | Madrid           | Zaragoza                 | Granollers                    | Sevilla                                 | Guadalajara                      |
| Palau Sant Jordi | Caja Mágica      | Pabellón Príncipe Felipe | Palau d'Esports de Granollers | Palacio Municipal de Deportes San Pablo | Palacio Multiusos de Guadalajara |
|                  |                  |                          |                               |                                         |                                  |
| Kapacita: 16 500 | Kapacita: 12 442 | Kapacita: 11 000         | Kapacita: 5 685               | Kapacita: 9 500                         | Kapacita: 5 479                  |

## Výsledky a tabulky

### Základní skupiny

#### Skupina A
|    |            | GER   | FRA   | BRA   | TUN   | ARG   | MNG   | V | R | P | Skóre   | B |
| 1. | Německo    | ***   | 32:30 | 33:23 | 23:25 | 31:27 | 29:21 | 4 | 0 | 1 | 148:126 | 8 |
| 2. | Francie    | 30:32 | ***   | 27:22 | 30:27 | 35:23 | 32:20 | 4 | 0 | 1 | 154:124 | 8 |
| 3. | Brazílie   | 23:33 | 22:27 | ***   | 27:22 | 24:20 | 26:25 | 3 | 0 | 2 | 122:127 | 6 |
| 4. | Tunisko    | 25:23 | 27:30 | 22:27 | ***   | 22:18 | 27:25 | 3 | 0 | 2 | 123:123 | 6 |
| 5. | Argentina  | 27:31 | 23:35 | 20:24 | 18:22 | ***   | 28:26 | 1 | 0 | 4 | 116:138 | 2 |
| 6. | Černá Hora | 21:29 | 20:32 | 25:26 | 25:27 | 26:28 | ***   | 0 | 0 | 5 | 117:142 | 0 |

| 12. ledna 2013 16:00 | Německo    | 33:23   | Brazílie    | Palau d'Esports de Granollers Granollers Počet diváků: 4 000 Rozhodčí: Gubica, Milošević (CRO) |
| 12. ledna 2013 16:00 | Weinhold 7 | (12:10) | tři hráči 4 | Palau d'Esports de Granollers Granollers Počet diváků: 4 000 Rozhodčí: Gubica, Milošević (CRO) |
| 12. ledna 2013 16:00 | 1× 3×      | Report  | 2× 3×       | Palau d'Esports de Granollers Granollers Počet diváků: 4 000 Rozhodčí: Gubica, Milošević (CRO) |

| 12. ledna 2013 18:15 | Argentina | 28:26   | Černá Hora  | Palau d'Esports de Granollers Granollers Rozhodčí: Al-Marzouqi, Al-Nuaimi (UAE) |
| 12. ledna 2013 18:15 | Simonet 7 | (13:12) | Roganović 6 | Palau d'Esports de Granollers Granollers Rozhodčí: Al-Marzouqi, Al-Nuaimi (UAE) |
| 12. ledna 2013 18:15 | 3×        | Report  | 5× 3× 1×    | Palau d'Esports de Granollers Granollers Rozhodčí: Al-Marzouqi, Al-Nuaimi (UAE) |

| 12. ledna 2013 20:45 | Francie            | 30:27   | Tunisko   | Palau d'Esports de Granollers Granollers Počet diváků: 4 500 Rozhodčí: López, Ramírez (ESP) |
| 12. ledna 2013 20:45 | Fernandez, Abalo 6 | (13:14) | Bannour 7 | Palau d'Esports de Granollers Granollers Počet diváků: 4 500 Rozhodčí: López, Ramírez (ESP) |
| 12. ledna 2013 20:45 | 3×                 | Report  | 7× 3×     | Palau d'Esports de Granollers Granollers Počet diváků: 4 500 Rozhodčí: López, Ramírez (ESP) |

| 13. ledna 2013 15:00 | Brazílie  | 24:20  | Argentina            | Palau d'Esports de Granollers Granollers Počet diváků: 3 000 Rozhodčí: Raluy, Sabroso (ESP) |
| 13. ledna 2013 15:00 | Pacheco 8 | (9:8)  | Fernández, Simonet 5 | Palau d'Esports de Granollers Granollers Počet diváků: 3 000 Rozhodčí: Raluy, Sabroso (ESP) |
| 13. ledna 2013 15:00 | 7× 3×     | Report | 6× 3×                | Palau d'Esports de Granollers Granollers Počet diváků: 3 000 Rozhodčí: Raluy, Sabroso (ESP) |

| 13. ledna 2013 17:20 | Tunisko   | 25:23  | Německo          | Palau d'Esports de Granollers Granollers Rozhodčí: Leifsson, Pálsson (ISL) |
| 13. ledna 2013 17:20 | Jallouz 8 | Report | Christophersen 7 | Palau d'Esports de Granollers Granollers Rozhodčí: Leifsson, Pálsson (ISL) |
| 13. ledna 2013 17:20 | 5× 3×     |        | 4× 2×            | Palau d'Esports de Granollers Granollers Rozhodčí: Leifsson, Pálsson (ISL) |

| 13. ledna 2013 19:30 | Černá Hora   | 20:32   | Francie     | Palau d'Esports de Granollers Granollers Počet diváků: 5 200 Rozhodčí: Gubica, Milošević (CRO) |
| 13. ledna 2013 19:30 | Ševaljević 5 | (11:17) | Fernandez 6 | Palau d'Esports de Granollers Granollers Počet diváků: 5 200 Rozhodčí: Gubica, Milošević (CRO) |
| 13. ledna 2013 19:30 | 3× 1×        | Report  | 1× 3×       | Palau d'Esports de Granollers Granollers Počet diváků: 5 200 Rozhodčí: Gubica, Milošević (CRO) |

| 15. ledna 2013 16:00 | Tunisko            | 27:25   | Černá Hora | Palau d'Esports de Granollers Granollers Počet diváků: 2 300 Rozhodčí: García, Marin (ESP) |
| 15. ledna 2013 16:00 | Toumi, Ben-Salah 5 | (11:11) | Melić 6    | Palau d'Esports de Granollers Granollers Počet diváků: 2 300 Rozhodčí: García, Marin (ESP) |
| 15. ledna 2013 16:00 | 5× 4×              | Report  | 4× 3×      | Palau d'Esports de Granollers Granollers Počet diváků: 2 300 Rozhodčí: García, Marin (ESP) |

| 15. ledna 2013 18:15 | Německo   | 31:27   | Argentina | Palau d'Esports de Granollers Granollers Rozhodčí: Stark, Ştefan (ROM) |
| 15. ledna 2013 18:15 | Wiencek 5 | (17:13) | Simonet 9 | Palau d'Esports de Granollers Granollers Rozhodčí: Stark, Ştefan (ROM) |
| 15. ledna 2013 18:15 | 6× 3×     | Report  | 5× 3×     | Palau d'Esports de Granollers Granollers Rozhodčí: Stark, Ştefan (ROM) |

| 15. ledna 2013 20:45 | Francie  | 27:22  | Brazílie | Palau d'Esports de Granollers Granollers Počet diváků: 3 400 Rozhodčí: Raluy, Sabroso (ESP) |
| 15. ledna 2013 20:45 | Guigou 6 | (12:5) | Pozzer 4 | Palau d'Esports de Granollers Granollers Počet diváků: 3 400 Rozhodčí: Raluy, Sabroso (ESP) |
| 15. ledna 2013 20:45 | 2×       | Report | 4× 3×    | Palau d'Esports de Granollers Granollers Počet diváků: 3 400 Rozhodčí: Raluy, Sabroso (ESP) |

| 16. ledna 2013 16:00 | Brazílie  | 27:22   | Tunisko   | Palau d'Esports de Granollers Granollers Rozhodčí: Gubica, Milošević (CRO) |
| 16. ledna 2013 16:00 | Candido 5 | (13:11) | Alouini 6 | Palau d'Esports de Granollers Granollers Rozhodčí: Gubica, Milošević (CRO) |
| 16. ledna 2013 16:00 | 1.3×      | Report  | 5× 3× 1×  | Palau d'Esports de Granollers Granollers Rozhodčí: Gubica, Milošević (CRO) |

| 16. ledna 2013 18:30 | Německo             | 29:21   | Černá Hora | Palau d'Esports de Granollers Granollers Počet diváků: 3 600 Rozhodčí: Baďura, Ondogrecula (SVK) |
| 16. ledna 2013 18:30 | Theuerkauf, Klein 4 | (13:11) | Melić 7    | Palau d'Esports de Granollers Granollers Počet diváků: 3 600 Rozhodčí: Baďura, Ondogrecula (SVK) |
| 16. ledna 2013 18:30 | 4×                  | Report  | 5× 4×      | Palau d'Esports de Granollers Granollers Počet diváků: 3 600 Rozhodčí: Baďura, Ondogrecula (SVK) |

| 16. ledna 2013 20:45 | Argentina | 23:35  | Francie    | Palau d'Esports de Granollers Granollers Počet diváků: 2 800 Rozhodčí: García, Marín (ESP) |
| 16. ledna 2013 20:45 | Simonet 8 | (6:19) | Honrubia 7 | Palau d'Esports de Granollers Granollers Počet diváků: 2 800 Rozhodčí: García, Marín (ESP) |
| 16. ledna 2013 20:45 | 5× 3×     | Report | 4× 3×      | Palau d'Esports de Granollers Granollers Počet diváků: 2 800 Rozhodčí: García, Marín (ESP) |

| 18. ledna 2013 16:00 | Argentina | 18:22  | Tunisko     | Palau Sant Jordi Barcelona Rozhodčí: Raluy, Sabroso (ESP) |
| 18. ledna 2013 16:00 | Simonet 4 | (6:7)  | Ben Salah 5 | Palau Sant Jordi Barcelona Rozhodčí: Raluy, Sabroso (ESP) |
| 18. ledna 2013 16:00 | 3×        | Report | 5× 4×       | Palau Sant Jordi Barcelona Rozhodčí: Raluy, Sabroso (ESP) |

| 18. ledna 2013 18:15 | Francie     | 30:32   | Německo    | Palau Sant Jordi Barcelona Počet diváků: 10 000 Rozhodčí: García, Marín (ESP) |
| 18. ledna 2013 18:15 | Karabatić 8 | (16:16) | Groetzki 6 | Palau Sant Jordi Barcelona Počet diváků: 10 000 Rozhodčí: García, Marín (ESP) |
| 18. ledna 2013 18:15 | 4×          | Report  | 7× 3×      | Palau Sant Jordi Barcelona Počet diváků: 10 000 Rozhodčí: García, Marín (ESP) |

| 18. ledna 2013 20:45 | Černá Hora | 25:26   | Brazílie  | Palau Sant Jordi Barcelona Počet diváků: 2 000 Rozhodčí: Al-Marzouqi, Al-Nuaimi (UAE) |
| 18. ledna 2013 20:45 | Rakčević 7 | (10:11) | Ribeiro 7 | Palau Sant Jordi Barcelona Počet diváků: 2 000 Rozhodčí: Al-Marzouqi, Al-Nuaimi (UAE) |
| 18. ledna 2013 20:45 | 4× 3×      | Report  | 6× 3× 1×  | Palau Sant Jordi Barcelona Počet diváků: 2 000 Rozhodčí: Al-Marzouqi, Al-Nuaimi (UAE) |

#### Skupina B
|    |           | DEN   | RUS   | ISL   | MAC   | QAT   | CHI   | V | R | P | Skóre   | B  |
| 1. | Dánsko    | ***   | 31:27 | 36:28 | 33:30 | 41:27 | 43:24 | 5 | 0 | 0 | 184:136 | 10 |
| 2. | Rusko     | 27:31 | ***   | 30:25 | 29:29 | 29:22 | 36:24 | 3 | 1 | 1 | 151:131 | 7  |
| 3. | Island    | 28:36 | 25:30 | ***   | 23:19 | 39:29 | 38:22 | 3 | 0 | 2 | 153:136 | 6  |
| 4. | Makedonie | 30:33 | 29:29 | 19:23 | ***   | 34:30 | 30:28 | 2 | 1 | 2 | 142:143 | 5  |
| 5. | Katar     | 27:41 | 22:29 | 29:39 | 30:34 | ***   | 31:23 | 1 | 0 | 4 | 139:166 | 2  |
| 6. | Chile     | 24:43 | 24:36 | 22:38 | 28:30 | 23:31 | ***   | 0 | 0 | 5 | 121:178 | 0  |

| 12. ledna 2013 15:45 | Makedonie | 30:28   | Chile     | Palacio Municipal de Deportes San Pablo Sevilla Rozhodčí: Coulibaly, Diabaté (CIV) |
| 12. ledna 2013 15:45 | Lazarov 8 | (12:10) | Salinas 8 | Palacio Municipal de Deportes San Pablo Sevilla Rozhodčí: Coulibaly, Diabaté (CIV) |
| 12. ledna 2013 15:45 | 3×        | Report  | 4× 3×     | Palacio Municipal de Deportes San Pablo Sevilla Rozhodčí: Coulibaly, Diabaté (CIV) |

| 12. ledna 2013 18:00 | Island       | 25:30   | Rusko    | Palacio Municipal de Deportes San Pablo Sevilla Rozhodčí: Horáček, Novotný (CZE) |
| 12. ledna 2013 18:00 | Sigurðsson 7 | (13:14) | Gorbok 6 | Palacio Municipal de Deportes San Pablo Sevilla Rozhodčí: Horáček, Novotný (CZE) |
| 12. ledna 2013 18:00 | 5× 2× 1×     | Report  | 3×       | Palacio Municipal de Deportes San Pablo Sevilla Rozhodčí: Horáček, Novotný (CZE) |

| 12. ledna 2013 20:15 | Dánsko             | 41:27   | Katar                | Palacio Municipal de Deportes San Pablo Sevilla Rozhodčí: Nikolić, Stojković (SER) |
| 12. ledna 2013 20:15 | Eggert, Lindberg 8 | (19:13) | Abdelhak, Al-Rayes 4 | Palacio Municipal de Deportes San Pablo Sevilla Rozhodčí: Nikolić, Stojković (SER) |
| 12. ledna 2013 20:15 | 4× 3×              | Report  | 5× 3×                | Palacio Municipal de Deportes San Pablo Sevilla Rozhodčí: Nikolić, Stojković (SER) |

| 13. ledna 2013 15:45 | Chile        | 22:38   | Island       | Palacio Municipal de Deportes San Pablo Sevilla Rozhodčí: Nikolić, Stojković (SER) |
| 13. ledna 2013 15:45 | Feuchtmann 6 | (11:18) | Gunnarsson 7 | Palacio Municipal de Deportes San Pablo Sevilla Rozhodčí: Nikolić, Stojković (SER) |
| 13. ledna 2013 15:45 | 1× 3× 1×     | Report  | 6× 3×        | Palacio Municipal de Deportes San Pablo Sevilla Rozhodčí: Nikolić, Stojković (SER) |

| 13. ledna 2013 16:00 | Katar               | 30:34   | Makedonie | Palacio Municipal de Deportes San Pablo Sevilla Rozhodčí: Caçador, Nicolau (POR) |
| 13. ledna 2013 16:00 | Boumendjel, Osman 5 | (13:21) | Lazarov 9 | Palacio Municipal de Deportes San Pablo Sevilla Rozhodčí: Caçador, Nicolau (POR) |
| 13. ledna 2013 16:00 | 4× 3×               | Report  | 5× 3×     | Palacio Municipal de Deportes San Pablo Sevilla Rozhodčí: Caçador, Nicolau (POR) |

| 13. ledna 2013 20:15 | Rusko     | 27:31   | Dánsko      | Palacio Municipal de Deportes San Pablo Sevilla Rozhodčí: Krstič, Ljubič (SLO) |
| 13. ledna 2013 20:15 | Dibirov 7 | (13:14) | Markussen 6 | Palacio Municipal de Deportes San Pablo Sevilla Rozhodčí: Krstič, Ljubič (SLO) |
| 13. ledna 2013 20:15 | 4× 2×     | Report  | 1× 3×       | Palacio Municipal de Deportes San Pablo Sevilla Rozhodčí: Krstič, Ljubič (SLO) |

| 15. ledna 2013 15:45 | Katar   | 22:29   | Rusko     | Palacio Municipal de Deportes San Pablo Sevilla Rozhodčí: Nikolić, Stojković (SER) |
| 15. ledna 2013 15:45 | Sinen 5 | (13:16) | Dibirov 6 | Palacio Municipal de Deportes San Pablo Sevilla Rozhodčí: Nikolić, Stojković (SER) |
| 15. ledna 2013 15:45 | 6× 2×   | Report  | 5× 3× 1×  | Palacio Municipal de Deportes San Pablo Sevilla Rozhodčí: Nikolić, Stojković (SER) |

| 15. ledna 2013 18:00 | Makedonie  | 19:23   | Island       | Palacio Municipal de Deportes San Pablo Sevilla Rozhodčí: Horáček, Novotný (CZE) |
| 15. ledna 2013 18:00 | Manaskov 5 | (10:10) | Sigurðsson 9 | Palacio Municipal de Deportes San Pablo Sevilla Rozhodčí: Horáček, Novotný (CZE) |
| 15. ledna 2013 18:00 | 3× 4×      | Report  | 3× 4×        | Palacio Municipal de Deportes San Pablo Sevilla Rozhodčí: Horáček, Novotný (CZE) |

| 15. ledna 2013 20:15 | Dánsko   | 43:24   | Chile      | Palacio Municipal de Deportes San Pablo Sevilla Rozhodčí: Caçador, Nicolau (POR) |
| 15. ledna 2013 20:15 | Eggert 9 | (17:13) | Salinas 10 | Palacio Municipal de Deportes San Pablo Sevilla Rozhodčí: Caçador, Nicolau (POR) |
| 15. ledna 2013 20:15 | 4× 3×    | Report  | 5× 3×      | Palacio Municipal de Deportes San Pablo Sevilla Rozhodčí: Caçador, Nicolau (POR) |

| 16. ledna 2013 15:45 | Makedonie  | 29:29   | Rusko     | Palacio Municipal de Deportes San Pablo Sevilla Rozhodčí: Caçador, Nicolau (POR) |
| 16. ledna 2013 15:45 | Lazarov 10 | (13:16) | Dibirov 8 | Palacio Municipal de Deportes San Pablo Sevilla Rozhodčí: Caçador, Nicolau (POR) |
| 16. ledna 2013 15:45 | 3× 4×      | Report  | 6× 4× 1×  | Palacio Municipal de Deportes San Pablo Sevilla Rozhodčí: Caçador, Nicolau (POR) |

| 16. ledna 2013 18:00 | Chile     | 23:31  | Katar       | Palacio Municipal de Deportes San Pablo Sevilla Rozhodčí: Coulibaly, Diabaté (CIV) |
| 16. ledna 2013 18:00 | Salinas 7 | (9:16) | Ben Aziza 8 | Palacio Municipal de Deportes San Pablo Sevilla Rozhodčí: Coulibaly, Diabaté (CIV) |
| 16. ledna 2013 18:00 | 4× 2×     | Report | 6× 3×       | Palacio Municipal de Deportes San Pablo Sevilla Rozhodčí: Coulibaly, Diabaté (CIV) |

| 16. ledna 2013 20:15 | Island         | 28:36   | Dánsko      | Palacio Municipal de Deportes San Pablo Sevilla Rozhodčí: Nikolić, Stojković (SER) |
| 16. ledna 2013 20:15 | Kristjánsson 8 | (13:17) | tři hráči 7 | Palacio Municipal de Deportes San Pablo Sevilla Rozhodčí: Nikolić, Stojković (SER) |
| 16. ledna 2013 20:15 | 4× 3×          | Report  | 3×          | Palacio Municipal de Deportes San Pablo Sevilla Rozhodčí: Nikolić, Stojković (SER) |

| 18. ledna 2013 15:45 | Rusko      | 36:24   | Chile        | Palacio Municipal de Deportes San Pablo Sevilla Rozhodčí: Caçador, Nicolau (POR) |
| 18. ledna 2013 15:45 | Dibirov 11 | (18:13) | Feuchtmann 9 | Palacio Municipal de Deportes San Pablo Sevilla Rozhodčí: Caçador, Nicolau (POR) |
| 18. ledna 2013 15:45 | 6× 3×      | Report  | 4× 3×        | Palacio Municipal de Deportes San Pablo Sevilla Rozhodčí: Caçador, Nicolau (POR) |

| 18. ledna 2013 18:00 | Island        | 39:29   | Katar   | Palacio Municipal de Deportes San Pablo Sevilla Rozhodčí: Horáček, Novotný (CZE) |
| 18. ledna 2013 18:00 | Sigurðsson 10 | (19:14) | Sinen 8 | Palacio Municipal de Deportes San Pablo Sevilla Rozhodčí: Horáček, Novotný (CZE) |
| 18. ledna 2013 18:00 | 5× 3×         | Report  | 2× 4×   | Palacio Municipal de Deportes San Pablo Sevilla Rozhodčí: Horáček, Novotný (CZE) |

| 18. ledna 2013 20:15 | Dánsko   | 33:30   | Makedonie                | Palacio Municipal de Deportes San Pablo Sevilla Rozhodčí: Coulibaly, Diabaté (CIV) |
| 18. ledna 2013 20:15 | Hansen 5 | (13:14) | K. Lazarov, F. Lazarov 5 | Palacio Municipal de Deportes San Pablo Sevilla Rozhodčí: Coulibaly, Diabaté (CIV) |
| 18. ledna 2013 20:15 | 2× 3×    | Report  | 4×                       | Palacio Municipal de Deportes San Pablo Sevilla Rozhodčí: Coulibaly, Diabaté (CIV) |

#### Skupina C
|    |                | SLO   | POL   | SER   | BLR   | KSA   | KOR   | V | R | P | Skóre   | B  |
| 1. | Slovinsko      | ***   | 25:24 | 33:31 | 27:26 | 32:22 | 34:27 | 5 | 0 | 0 | 151:130 | 10 |
| 2. | Polsko         | 24:25 | ***   | 25:24 | 24:22 | 28:14 | 33:25 | 4 | 0 | 1 | 134:110 | 8  |
| 3. | Srbsko         | 31:33 | 24:25 | ***   | 34:28 | 30:20 | 31:22 | 3 | 0 | 2 | 150:128 | 6  |
| 4. | Bělorusko      | 26:27 | 22:24 | 28:34 | ***   | 33:15 | 26:20 | 2 | 0 | 3 | 135:120 | 4  |
| 5. | Saúdská Arábie | 22:32 | 14:28 | 20:30 | 15:33 | ***   | 24:22 | 1 | 0 | 4 | 95:145  | 2  |
| 6. | Jižní Korea    | 27:34 | 25:33 | 22:31 | 20:26 | 22:24 | ***   | 0 | 0 | 5 | 116:148 | 0  |

| 12. ledna 2013 15:45 | Srbsko | 31:22  | Jižní Korea   | Pabellón Príncipe Felipe Zaragoza Rozhodčí: Ondogrecula, Baďura (SVK) |
| 12. ledna 2013 15:45 | Ilić 7 | (13:9) | Eom Hyo-Won 6 | Pabellón Príncipe Felipe Zaragoza Rozhodčí: Ondogrecula, Baďura (SVK) |
| 12. ledna 2013 15:45 | 3×     | Report | 3× 2×         | Pabellón Príncipe Felipe Zaragoza Rozhodčí: Ondogrecula, Baďura (SVK) |

| 12. ledna 2013 18:00 | Slovinsko | 32:22   | Saúdská Arábie           | Pabellón Príncipe Felipe Zaragoza Počet diváků: 3 000 Rozhodčí: Leifsson, Pálsson (ISL) |
| 12. ledna 2013 18:00 | Marguč 6  | (17:15) | Al-Obaidi, Al-Abdulali 5 | Pabellón Príncipe Felipe Zaragoza Počet diváků: 3 000 Rozhodčí: Leifsson, Pálsson (ISL) |
| 12. ledna 2013 18:00 | 6× 2×     | Report  | 8× 3×                    | Pabellón Príncipe Felipe Zaragoza Počet diváků: 3 000 Rozhodčí: Leifsson, Pálsson (ISL) |

| 12. ledna 2013 20:15 | Polsko     | 24:22  | Bělorusko | Pabellón Príncipe Felipe Zaragoza Počet diváků: 3 000 Rozhodčí: Stark, Stefan (ROM) |
| 12. ledna 2013 20:15 | Lijewski 7 | (14:9) | Rutenka 9 | Pabellón Príncipe Felipe Zaragoza Počet diváků: 3 000 Rozhodčí: Stark, Stefan (ROM) |
| 12. ledna 2013 20:15 | 2× 1×      | Report | 4× 2×     | Pabellón Príncipe Felipe Zaragoza Počet diváků: 3 000 Rozhodčí: Stark, Stefan (ROM) |

| 14. ledna 2013 15:45 | Jižní Korea                  | 27:34   | Slovinsko | Pabellón Príncipe Felipe Zaragoza Počet diváků: 500 Rozhodčí: Stark, Ştefan (ROM) |
| 14. ledna 2013 15:45 | Kim Se-Ho, Jeong Yi-Kyeong 6 | (13:14) | Gajić 11  | Pabellón Príncipe Felipe Zaragoza Počet diváků: 500 Rozhodčí: Stark, Ştefan (ROM) |
| 14. ledna 2013 15:45 | 1× 3×                        | Report  | 5× 3×     | Pabellón Príncipe Felipe Zaragoza Počet diváků: 500 Rozhodčí: Stark, Ştefan (ROM) |

| 14. ledna 2013 18:00 | Bělorusko  | 28:34   | Srbsko      | Pabellón Príncipe Felipe Zaragoza Počet diváků: 500 Rozhodčí: Leifsson, Pálsson (ISL) |
| 14. ledna 2013 18:00 | Rutenka 11 | (13:20) | tři hráči 5 | Pabellón Príncipe Felipe Zaragoza Počet diváků: 500 Rozhodčí: Leifsson, Pálsson (ISL) |
| 14. ledna 2013 18:00 | 6× 3×      | Report  | 5× 4×       | Pabellón Príncipe Felipe Zaragoza Počet diváků: 500 Rozhodčí: Leifsson, Pálsson (ISL) |

| 14. ledna 2013 20:15 | Saúdská Arábie | 14:28  | Polsko                  | Pabellón Príncipe Felipe Zaragoza Počet diváků: 1 000 Rozhodčí: Bamutref, Al-Suwaidi (QAT) |
| 14. ledna 2013 20:15 | Al-Salem 4     | (6:14) | Bartczak, Orzechowski 5 | Pabellón Príncipe Felipe Zaragoza Počet diváků: 1 000 Rozhodčí: Bamutref, Al-Suwaidi (QAT) |
| 14. ledna 2013 20:15 | 2× 3×          | Report | 5× 2×                   | Pabellón Príncipe Felipe Zaragoza Počet diváků: 1 000 Rozhodčí: Bamutref, Al-Suwaidi (QAT) |

| 15. ledna 2013 15:45 | Jižní Korea   | 20:26   | Bělorusko  | Pabellón Príncipe Felipe Zaragoza Počet diváků: 400 Rozhodčí: Bamutref, Al-Suwaidi (QAT) |
| 15. ledna 2013 15:45 | Eom Hyo-Won 7 | (10:12) | Rutenka 10 | Pabellón Príncipe Felipe Zaragoza Počet diváků: 400 Rozhodčí: Bamutref, Al-Suwaidi (QAT) |
| 15. ledna 2013 15:45 | 5× 3×         | Report  | 6× 3×      | Pabellón Príncipe Felipe Zaragoza Počet diváků: 400 Rozhodčí: Bamutref, Al-Suwaidi (QAT) |

| 15. ledna 2013 18:00 | Srbsko | 30:20   | Saúdská Arábie | Pabellón Príncipe Felipe Zaragoza Počet diváků: 700 Rozhodčí: Al-Marzouqi, Al-Nuaimi (UAE) |
| 15. ledna 2013 18:00 | Ilić 8 | (12:10) | Al-Abdulali 8  | Pabellón Príncipe Felipe Zaragoza Počet diváků: 700 Rozhodčí: Al-Marzouqi, Al-Nuaimi (UAE) |
| 15. ledna 2013 18:00 | 9× 4×  | Report  | 4× 3×          | Pabellón Príncipe Felipe Zaragoza Počet diváků: 700 Rozhodčí: Al-Marzouqi, Al-Nuaimi (UAE) |

| 15. ledna 2013 20:15 | Slovinsko   | 25:24   | Polsko             | Pabellón Príncipe Felipe Zaragoza Počet diváků: 1 400 Rozhodčí: Baďura, Ondogrecula (SVK) |
| 15. ledna 2013 20:15 | Mačkovšek 8 | (11:14) | Jurecki, Jurecki 5 | Pabellón Príncipe Felipe Zaragoza Počet diváků: 1 400 Rozhodčí: Baďura, Ondogrecula (SVK) |
| 15. ledna 2013 20:15 | 5× 4×       | Report  | 1× 4× 1×           | Pabellón Príncipe Felipe Zaragoza Počet diváků: 1 400 Rozhodčí: Baďura, Ondogrecula (SVK) |

| 17. ledna 2013 15:45 | Slovinsko | 27:26   | Bělorusko | Pabellón Príncipe Felipe Zaragoza Počet diváků: 700 Rozhodčí: Stark, Ştefan (ROM) |
| 17. ledna 2013 15:45 | Gajić 8   | (12:17) | Rutenka 9 | Pabellón Príncipe Felipe Zaragoza Počet diváků: 700 Rozhodčí: Stark, Ştefan (ROM) |
| 17. ledna 2013 15:45 | 3×        | Report  | 5× 2×     | Pabellón Príncipe Felipe Zaragoza Počet diváků: 700 Rozhodčí: Stark, Ştefan (ROM) |

| 17. ledna 2013 18:00 | Saúdská Arábie | 24:22   | Jižní Korea   | Pabellón Príncipe Felipe Zaragoza Počet diváků: 1 200 Rozhodčí: Gubica, Milošević (CRO) |
| 17. ledna 2013 18:00 | Al-Salem 5     | (11:13) | Eom Hyo-Won 6 | Pabellón Príncipe Felipe Zaragoza Počet diváků: 1 200 Rozhodčí: Gubica, Milošević (CRO) |
| 17. ledna 2013 18:00 | 4× 3×          | Report  | 4× 3×         | Pabellón Príncipe Felipe Zaragoza Počet diváků: 1 200 Rozhodčí: Gubica, Milošević (CRO) |

| 17. ledna 2013 20:15 | Polsko    | 25:24   | Srbsko   | Pabellón Príncipe Felipe Zaragoza Počet diváků: 2 500 Rozhodčí: Geipel, Helbig (GER) |
| 17. ledna 2013 20:15 | Jurecki 9 | (11:13) | Ilić 9   | Pabellón Príncipe Felipe Zaragoza Počet diváků: 2 500 Rozhodčí: Geipel, Helbig (GER) |
| 17. ledna 2013 20:15 | 3× 2×     | Report  | 5× 3× 1× | Pabellón Príncipe Felipe Zaragoza Počet diváků: 2 500 Rozhodčí: Geipel, Helbig (GER) |

| 19. ledna 2013 15:45 | Bělorusko | 33:15  | Saúdská Arábie | Pabellón Príncipe Felipe Zaragoza Počet diváků: 1 300 Rozhodčí: Geipel, Helbig (GER) |
| 19. ledna 2013 15:45 | Šilovič 6 | (18:5) | Al-Enbaawi 3   | Pabellón Príncipe Felipe Zaragoza Počet diváků: 1 300 Rozhodčí: Geipel, Helbig (GER) |
| 19. ledna 2013 15:45 | 3×        | Report | 3×             | Pabellón Príncipe Felipe Zaragoza Počet diváků: 1 300 Rozhodčí: Geipel, Helbig (GER) |

| 19. ledna 2013 18:00 | Polsko     | 33:25   | Jižní Korea    | Pabellón Príncipe Felipe Zaragoza Počet diváků: 3 000 Rozhodčí: Menezes, Pinto (BRA) |
| 19. ledna 2013 18:00 | Jurecki 10 | (18:11) | Yoon Ci-Yoel 9 | Pabellón Príncipe Felipe Zaragoza Počet diváků: 3 000 Rozhodčí: Menezes, Pinto (BRA) |
| 19. ledna 2013 18:00 | 5× 2× 1×   | Report  | 5× 3×          | Pabellón Príncipe Felipe Zaragoza Počet diváků: 3 000 Rozhodčí: Menezes, Pinto (BRA) |

| 19. ledna 2013 20:15 | Srbsko  | 31:33   | Slovinsko | Pabellón Príncipe Felipe Zaragoza Počet diváků: 4 000 Rozhodčí: Leifsson, Pálsson (ISL) |
| 19. ledna 2013 20:15 | Vujin 7 | (16:19) | Gajić 7   | Pabellón Príncipe Felipe Zaragoza Počet diváků: 4 000 Rozhodčí: Leifsson, Pálsson (ISL) |
| 19. ledna 2013 20:15 | 4×      | Report  | 6× 4×     | Pabellón Príncipe Felipe Zaragoza Počet diváků: 4 000 Rozhodčí: Leifsson, Pálsson (ISL) |

#### Skupina D
|    |            | CRO   | ESP   | HUN   | EGY   | ALG   | AUS   | V | R | P | Skóre   | B  |
| 1. | Chorvatsko | ***   | 27:25 | 30:21 | 24:20 | 31:20 | 36:13 | 5 | 0 | 0 | 148:99  | 10 |
| 2. | Španělsko  | 25:27 | ***   | 28:22 | 29:24 | 27:14 | 51:11 | 4 | 0 | 1 | 160:98  | 8  |
| 3. | Maďarsko   | 21:30 | 22:28 | ***   | 32:23 | 29:26 | 43:13 | 3 | 0 | 2 | 147:120 | 6  |
| 4. | Egypt      | 20:24 | 24:29 | 23:32 | ***   | 24:24 | 39:14 | 1 | 1 | 3 | 130:123 | 3  |
| 5. | Alžírsko   | 20:31 | 14:27 | 26:29 | 24:24 | ***   | 39:15 | 1 | 1 | 3 | 123:126 | 3  |
| 6. | Austrálie  | 13:36 | 11:51 | 13:43 | 14:39 | 15:39 | ***   | 0 | 0 | 5 | 66:208  | 0  |

| 11. ledna 2013 19:00 | Španělsko | 27:14  | Alžírsko  | Caja Mágica Madrid Počet diváků: 7 400 Rozhodčí: Geipel, Helbig (GER) |
| 11. ledna 2013 19:00 | Tomás 8   | (14:5) | Mokrani 5 | Caja Mágica Madrid Počet diváků: 7 400 Rozhodčí: Geipel, Helbig (GER) |
| 11. ledna 2013 19:00 | 4× 3×     | Report | 3× 5×     | Caja Mágica Madrid Počet diváků: 7 400 Rozhodčí: Geipel, Helbig (GER) |

| 12. ledna 2013 16:45 | Chorvatsko | 36:13  | Austrálie  | Caja Mágica Madrid Počet diváků: 2 500 Rozhodčí: Menezes, Pinto (BRA) |
| 12. ledna 2013 16:45 | Horvat 8   | (17:4) | Fletcher 5 | Caja Mágica Madrid Počet diváků: 2 500 Rozhodčí: Menezes, Pinto (BRA) |
| 12. ledna 2013 16:45 | 2× 3×      | Report | 6× 2× 1×   | Caja Mágica Madrid Počet diváků: 2 500 Rozhodčí: Menezes, Pinto (BRA) |

| 12. ledna 2013 19:00 | Maďarsko  | 32:23  | Egypt     | Caja Mágica Madrid Počet diváků: 2 500 Rozhodčí: Načevski, Nikolov (MKD) |
| 12. ledna 2013 19:00 | Császár 8 | (17:9) | Mostafa 5 | Caja Mágica Madrid Počet diváků: 2 500 Rozhodčí: Načevski, Nikolov (MKD) |
| 12. ledna 2013 19:00 | 3× 4×     | Report | 5× 3×     | Caja Mágica Madrid Počet diváků: 2 500 Rozhodčí: Načevski, Nikolov (MKD) |

| 14. ledna 2013 16:45 | Alžírsko | 20:31   | Chorvatsko | Caja Mágica Madrid Počet diváků: 1 500 Rozhodčí: Baďura, Ondogrecula (SVK) |
| 14. ledna 2013 16:45 | Hichem 6 | (12:15) | Čupić 8    | Caja Mágica Madrid Počet diváků: 1 500 Rozhodčí: Baďura, Ondogrecula (SVK) |
| 14. ledna 2013 16:45 | 4× 2×    | Report  | 2×         | Caja Mágica Madrid Počet diváků: 1 500 Rozhodčí: Baďura, Ondogrecula (SVK) |

| 14. ledna 2013 19:00 | Egypt     | 24:29   | Španělsko | Caja Mágica Madrid Počet diváků: 7 500 Rozhodčí: Krstič, Ljubič (SLO) |
| 14. ledna 2013 19:00 | Mostafa 5 | (11:16) | Rivera 6  | Caja Mágica Madrid Počet diváků: 7 500 Rozhodčí: Krstič, Ljubič (SLO) |
| 14. ledna 2013 19:00 | 3×        | Report  | 5× 3×     | Caja Mágica Madrid Počet diváků: 7 500 Rozhodčí: Krstič, Ljubič (SLO) |

| 14. ledna 2013 21:15 | Austrálie  | 13:43  | Maďarsko  | Caja Mágica Madrid Počet diváků: 1 500 Rozhodčí: Geipel, Helbig (GER) |
| 14. ledna 2013 21:15 | Fletcher 6 | (6:20) | Császár 8 | Caja Mágica Madrid Počet diváků: 1 500 Rozhodčí: Geipel, Helbig (GER) |
| 14. ledna 2013 21:15 | 3×         | Report | 1× 2×     | Caja Mágica Madrid Počet diváků: 1 500 Rozhodčí: Geipel, Helbig (GER) |

| 15. ledna 2013 16:45 | Alžírsko    | 24:24   | Egypt     | Caja Mágica Madrid Počet diváků: 1 000 Rozhodčí: Coulibaly, Diabaté (CIV) |
| 15. ledna 2013 16:45 | tři hráči 5 | (12:16) | Mostafa 9 | Caja Mágica Madrid Počet diváků: 1 000 Rozhodčí: Coulibaly, Diabaté (CIV) |
| 15. ledna 2013 16:45 | 2× 4×       | Report  | 7× 3×     | Caja Mágica Madrid Počet diváků: 1 000 Rozhodčí: Coulibaly, Diabaté (CIV) |

| 15. ledna 2013 19:00 | Španělsko | 51:11  | Austrálie | Caja Mágica Madrid Počet diváků: 4 500 Rozhodčí: Menezes, Pinto (BRA) |
| 15. ledna 2013 19:00 | Rocas 9   | (24:6) | Mouncey 4 | Caja Mágica Madrid Počet diváků: 4 500 Rozhodčí: Menezes, Pinto (BRA) |
| 15. ledna 2013 19:00 | 1× 2×     | Report | 9× 3× 1×  | Caja Mágica Madrid Počet diváků: 4 500 Rozhodčí: Menezes, Pinto (BRA) |

| 15. ledna 2013 21:15 | Chorvatsko | 30:21   | Maďarsko   | Caja Mágica Madrid Počet diváků: 3 000 Rozhodčí: Geipel, Helbig (GER) |
| 15. ledna 2013 21:15 | Čupić 8    | (15:11) | Szöllősi 5 | Caja Mágica Madrid Počet diváků: 3 000 Rozhodčí: Geipel, Helbig (GER) |
| 15. ledna 2013 21:15 | 2× 4×      | Report  | 2× 3×      | Caja Mágica Madrid Počet diváků: 3 000 Rozhodčí: Geipel, Helbig (GER) |

| 17. ledna 2013 16:45 | Austrálie | 15:39  | Alžírsko   | Caja Mágica Madrid Počet diváků: 1 000 Rozhodčí: Al-Suwaidi, Bamutref (QAT) |
| 17. ledna 2013 16:45 | Calvert 6 | (6:14) | Chahbour 6 | Caja Mágica Madrid Počet diváků: 1 000 Rozhodčí: Al-Suwaidi, Bamutref (QAT) |
| 17. ledna 2013 16:45 | 3×        | Report | 3× 2× 1×   | Caja Mágica Madrid Počet diváků: 1 000 Rozhodčí: Al-Suwaidi, Bamutref (QAT) |

| 17. ledna 2013 19:00 | Maďarsko | 22:28   | Španělsko       | Caja Mágica Madrid Počet diváků: 10 000 Rozhodčí: Krstič, Ljubič (SLO) |
| 17. ledna 2013 19:00 | Nagy 6   | (14:14) | Tomás, Melián 6 | Caja Mágica Madrid Počet diváků: 10 000 Rozhodčí: Krstič, Ljubič (SLO) |
| 17. ledna 2013 19:00 | 5× 3×    | Report  | 3× 4×           | Caja Mágica Madrid Počet diváků: 10 000 Rozhodčí: Krstič, Ljubič (SLO) |

| 17. ledna 2013 21:15 | Chorvatsko  | 24:20  | Egypt     | Caja Mágica Madrid Počet diváků: 3 500 Rozhodčí: Načevski, Nikolov (MKD) |
| 17. ledna 2013 21:15 | tři hráči 4 | (11:9) | Mostafa 8 | Caja Mágica Madrid Počet diváků: 3 500 Rozhodčí: Načevski, Nikolov (MKD) |
| 17. ledna 2013 21:15 | 4× 3×       | Report | 5× 3×     | Caja Mágica Madrid Počet diváků: 3 500 Rozhodčí: Načevski, Nikolov (MKD) |

| 19. ledna 2013 16:45 | Egypt    | 39:14  | Austrálie | Caja Mágica Madrid Počet diváků: 2 500 Rozhodčí: Krstič, Ljubič (SLO) |
| 19. ledna 2013 16:45 | Hisham 7 | (25:8) | Hedges 5  | Caja Mágica Madrid Počet diváků: 2 500 Rozhodčí: Krstič, Ljubič (SLO) |
| 19. ledna 2013 16:45 | 1× 3×    | Report | 2× 3×     | Caja Mágica Madrid Počet diváků: 2 500 Rozhodčí: Krstič, Ljubič (SLO) |

| 19. ledna 2013 19:00 | Španělsko | 25:27   | Chorvatsko | Caja Mágica Madrid Počet diváků: 10 000 Rozhodčí: Horáček, Novotný (CZE) |
| 19. ledna 2013 19:00 | Maqueda 7 | (13:15) | Čupić 8    | Caja Mágica Madrid Počet diváků: 10 000 Rozhodčí: Horáček, Novotný (CZE) |
| 19. ledna 2013 19:00 | 6× 3×     | Report  | 6× 3× 1×   | Caja Mágica Madrid Počet diváků: 10 000 Rozhodčí: Horáček, Novotný (CZE) |

| 19. ledna 2013 21:15 | Maďarsko    | 29:26  | Alžírsko  | Caja Mágica Madrid Počet diváků: 3 000 Rozhodčí: Načevski, Nikolov (MKD) |
| 19. ledna 2013 21:15 | tři hráči 5 | (14:3) | Berkous 7 | Caja Mágica Madrid Počet diváků: 3 000 Rozhodčí: Načevski, Nikolov (MKD) |
| 19. ledna 2013 21:15 | 6× 3×       | Report | 7× 3×     | Caja Mágica Madrid Počet diváků: 3 000 Rozhodčí: Načevski, Nikolov (MKD) |

### Osmifinále
| 20. ledna 2013 15:45 | Německo | 28:23  | Makedonie    | Palau Sant Jordi Barcelona Počet diváků: 6 000 Rozhodčí: Krstič, Ljubič (SLO) |
| 20. ledna 2013 15:45 | Kneer 5 | (13:9) | K. Lazarov 8 | Palau Sant Jordi Barcelona Počet diváků: 6 000 Rozhodčí: Krstič, Ljubič (SLO) |
| 20. ledna 2013 15:45 | 4×      | Report | 6× 3×        | Palau Sant Jordi Barcelona Počet diváků: 6 000 Rozhodčí: Krstič, Ljubič (SLO) |

| 20. ledna 2013 17:30 | Brazílie            | 26:27   | Rusko     | Pabellón Príncipe Felipe Zaragoza Počet diváků: 1 600 Rozhodčí: Leifsson, Pálsson (ISL) |
| 20. ledna 2013 17:30 | Teixeira, Ribeiro 6 | (14:14) | Gorbok 11 | Pabellón Príncipe Felipe Zaragoza Počet diváků: 1 600 Rozhodčí: Leifsson, Pálsson (ISL) |
| 20. ledna 2013 17:30 | 3× 1×               | Report  | 3×        | Pabellón Príncipe Felipe Zaragoza Počet diváků: 1 600 Rozhodčí: Leifsson, Pálsson (ISL) |

| 20. ledna 2013 20:15 | Island     | 28:30   | Francie    | Palau Sant Jordi Barcelona Počet diváků: 7 000 Rozhodčí: Načevski, Nikolov (MKD) |
| 20. ledna 2013 20:15 | Ólafsson 7 | (14:15) | Honrubia 7 | Palau Sant Jordi Barcelona Počet diváků: 7 000 Rozhodčí: Načevski, Nikolov (MKD) |
| 20. ledna 2013 20:15 | 2× 3×      | Report  | 3×         | Palau Sant Jordi Barcelona Počet diváků: 7 000 Rozhodčí: Načevski, Nikolov (MKD) |

| 20. ledna 2013 20:15 | Dánsko      | 30:23   | Tunisko     | Pabellón Príncipe Felipe Zaragoza Počet diváků: 1 700 Rozhodčí: Gubica, Milošević (CRO) |
| 20. ledna 2013 20:15 | Markussen 6 | (16:11) | Boughanmi 5 | Pabellón Príncipe Felipe Zaragoza Počet diváků: 1 700 Rozhodčí: Gubica, Milošević (CRO) |
| 20. ledna 2013 20:15 | 4× 2×       | Report  | 7× 4×       | Pabellón Príncipe Felipe Zaragoza Počet diváků: 1 700 Rozhodčí: Gubica, Milošević (CRO) |

| 21. ledna 2013 19:00 | Slovinsko | 31:26   | Egypt      | Palau Sant Jordi Barcelona Počet diváků: 3 000 Rozhodčí: Baďura, Ondogrecula (SVK) |
| 21. ledna 2013 19:00 | Dolenec 6 | (19:11) | Mostafa 10 | Palau Sant Jordi Barcelona Počet diváků: 3 000 Rozhodčí: Baďura, Ondogrecula (SVK) |
| 21. ledna 2013 19:00 | 5× 4×     | Report  | 3×         | Palau Sant Jordi Barcelona Počet diváků: 3 000 Rozhodčí: Baďura, Ondogrecula (SVK) |

| 21. ledna 2013 19:00 | Srbsko    | 20:31   | Španělsko | Pabellón Príncipe Felipe Zaragoza Počet diváků: 9 400 Rozhodčí: Horáček, Novotný (CZE) |
| 21. ledna 2013 19:00 | Nenadić 4 | (12:20) | Rocas 7   | Pabellón Príncipe Felipe Zaragoza Počet diváků: 9 400 Rozhodčí: Horáček, Novotný (CZE) |
| 21. ledna 2013 19:00 | 5× 4× 1×  | Report  | 3× 4× 1×  | Pabellón Príncipe Felipe Zaragoza Počet diváků: 9 400 Rozhodčí: Horáček, Novotný (CZE) |

| 21. ledna 2013 21:30 | Maďarsko   | 27:19  | Polsko    | Palau Sant Jordi Barcelona Rozhodčí: Geipel, Helbig (GER) |
| 21. ledna 2013 21:30 | Iváncsik 6 | (10:9) | Jurecki 5 | Palau Sant Jordi Barcelona Rozhodčí: Geipel, Helbig (GER) |
| 21. ledna 2013 21:30 | 2× 3×      | Report | 2× 3×     | Palau Sant Jordi Barcelona Rozhodčí: Geipel, Helbig (GER) |

| 21. ledna 2013 21:30 | Chorvatsko  | 33:24  | Bělorusko   | Pabellón Príncipe Felipe Zaragoza Počet diváků: 5 600 Rozhodčí: Caçador, Nicolau (ROM) |
| 21. ledna 2013 21:30 | Stepančić 6 | (21:9) | tři hráči 4 | Pabellón Príncipe Felipe Zaragoza Počet diváků: 5 600 Rozhodčí: Caçador, Nicolau (ROM) |
| 21. ledna 2013 21:30 | 2× 3×       | Report | 2×          | Pabellón Príncipe Felipe Zaragoza Počet diváků: 5 600 Rozhodčí: Caçador, Nicolau (ROM) |

### Čtvrtfinále
| 23. ledna 2013 18:15 | Rusko               | 27:28   | Slovinsko        | Palau Sant Jordi Barcelona Rozhodčí: Geipel, Helbig (GER) |
| 23. ledna 2013 18:15 | Dibirov, Šelmenko 6 | (13:14) | Žvižej, Zorman 5 | Palau Sant Jordi Barcelona Rozhodčí: Geipel, Helbig (GER) |
| 23. ledna 2013 18:15 | 11× 4× 3×           | Report  | 5× 3×            | Palau Sant Jordi Barcelona Rozhodčí: Geipel, Helbig (GER) |

| 23. ledna 2013 19:00 | Španělsko            | 28:24   | Německo          | Pabellón Príncipe Felipe Zaragoza Počet diváků: 10 600 Rozhodčí: Gubica, Milošević (CRO) |
| 23. ledna 2013 19:00 | Aguinagalde, Tomás 7 | (12:14) | Christophersen 6 | Pabellón Príncipe Felipe Zaragoza Počet diváků: 10 600 Rozhodčí: Gubica, Milošević (CRO) |
| 23. ledna 2013 19:00 | 4× 2×                | Report  | 7× 3×            | Pabellón Príncipe Felipe Zaragoza Počet diváků: 10 600 Rozhodčí: Gubica, Milošević (CRO) |

| 23. ledna 2013 20:45 | Dánsko      | 28:26   | Maďarsko | Palau Sant Jordi Barcelona Počet diváků: 8 000 Rozhodčí: Krstič, Ljubič (SLO) |
| 23. ledna 2013 20:45 | Lindberg 10 | (18:11) | Nagy 8   | Palau Sant Jordi Barcelona Počet diváků: 8 000 Rozhodčí: Krstič, Ljubič (SLO) |
| 23. ledna 2013 20:45 | 6× 3×       | Report  | 3× 4×    | Palau Sant Jordi Barcelona Počet diváků: 8 000 Rozhodčí: Krstič, Ljubič (SLO) |

| 23. ledna 2013 21:30 | Francie     | 23:30   | Chorvatsko | Pabellón Príncipe Felipe Zaragoza Počet diváků: 7 500 Rozhodčí: Raluy, Sabroso (ESP) |
| 23. ledna 2013 21:30 | Sorhaindo 5 | (12:13) | Duvnjak 9  | Pabellón Príncipe Felipe Zaragoza Počet diváků: 7 500 Rozhodčí: Raluy, Sabroso (ESP) |
| 23. ledna 2013 21:30 | 3× 4×       | Report  | 3× 4× 1×   | Pabellón Príncipe Felipe Zaragoza Počet diváků: 7 500 Rozhodčí: Raluy, Sabroso (ESP) |

### Semifinále
| 25. ledna 2013 19:15 | Španělsko  | 26:22   | Slovinsko | Palau Sant Jordi Barcelona Rozhodčí: Leifsson, Pálsson (ISL) |
| 25. ledna 2013 19:15 | Cañellas 5 | (13:12) | Marguč 7  | Palau Sant Jordi Barcelona Rozhodčí: Leifsson, Pálsson (ISL) |
| 25. ledna 2013 19:15 | 2× 3×      | Report  | 3× 4×     | Palau Sant Jordi Barcelona Rozhodčí: Leifsson, Pálsson (ISL) |

| 25. ledna 2013 21:30 | Dánsko   | 30:24   | Chorvatsko | Palau Sant Jordi Barcelona Rozhodčí: Horáček, Novotný (CZE) |
| 25. ledna 2013 21:30 | Eggert 9 | (14:11) | Bičanić 6  | Palau Sant Jordi Barcelona Rozhodčí: Horáček, Novotný (CZE) |
| 25. ledna 2013 21:30 | 3×       | Report  | 2× 3×      | Palau Sant Jordi Barcelona Rozhodčí: Horáček, Novotný (CZE) |

### Finále
| 27. ledna 2013 17:15 | Španělsko  | 35:19   | Dánsko                   | Palau Sant Jordi Barcelona Rozhodčí: Krstič, Ljubič (SLO) |
| 27. ledna 2013 17:15 | Cañellas 7 | (18:10) | Søndergaard, Møllgaard 4 | Palau Sant Jordi Barcelona Rozhodčí: Krstič, Ljubič (SLO) |
| 27. ledna 2013 17:15 | 3×         | Report  | 2× 3×                    | Palau Sant Jordi Barcelona Rozhodčí: Krstič, Ljubič (SLO) |

### O 3. místo
| 26. ledna 2013 19:00 | Slovinsko   | 26:31   | Chorvatsko       | Palau Sant Jordi Barcelona Počet diváků: 8 500 Rozhodčí: Načevski, Nikolov (MKD) |
| 26. ledna 2013 19:00 | Kavtičnik 4 | (13:14) | Duvnjak, Čupić 8 | Palau Sant Jordi Barcelona Počet diváků: 8 500 Rozhodčí: Načevski, Nikolov (MKD) |
| 26. ledna 2013 19:00 | 2× 4× 1×    | Report  | 4× 3×            | Palau Sant Jordi Barcelona Počet diváků: 8 500 Rozhodčí: Načevski, Nikolov (MKD) |

## Prezidentský pohár

### O 17. - 20. místo
| 21. ledna 2013 13:15 | Argentina | 30:26   | Katar    | Palacio Multiusos de Guadalajara Guadalajara Počet diváků: 1 000 Rozhodčí: Stark, Ştefan (ROM) |
| 21. ledna 2013 13:15 | 3 hráči 5 | (12:11) | Madadi 6 | Palacio Multiusos de Guadalajara Guadalajara Počet diváků: 1 000 Rozhodčí: Stark, Ştefan (ROM) |
| 21. ledna 2013 13:15 | 2× 3× 1×  | Report  | 8× 4× 1× | Palacio Multiusos de Guadalajara Guadalajara Počet diváků: 1 000 Rozhodčí: Stark, Ştefan (ROM) |

| 21. ledna 2013 15:30 | Saúdská Arábie | 24:28   | Alžírsko   | Palacio Multiusos de Guadalajara Guadalajara Počet diváků: 500 Rozhodčí: Menezes, Pinto (BRA) |
| 21. ledna 2013 15:30 | Al-Salem 7     | (11:15) | Chahbour 7 | Palacio Multiusos de Guadalajara Guadalajara Počet diváků: 500 Rozhodčí: Menezes, Pinto (BRA) |
| 21. ledna 2013 15:30 | 4× 3×          | Report  | 3× 2×      | Palacio Multiusos de Guadalajara Guadalajara Počet diváků: 500 Rozhodčí: Menezes, Pinto (BRA) |

#### O 17. místo
| 22. ledna 2013 20:00 | Argentina          | 23:29   | Alžírsko   | Palacio Multiusos de Guadalajara Guadalajara Počet diváků: 1 000 Rozhodčí: Al-Marzouqi, Al-Nuaimi (UAE) |
| 22. ledna 2013 20:00 | Pizarro, Simonet 5 | (10:12) | Chehbour 7 | Palacio Multiusos de Guadalajara Guadalajara Počet diváků: 1 000 Rozhodčí: Al-Marzouqi, Al-Nuaimi (UAE) |
| 22. ledna 2013 20:00 | 2× 3×              | Report  | 8× 4×      | Palacio Multiusos de Guadalajara Guadalajara Počet diváků: 1 000 Rozhodčí: Al-Marzouqi, Al-Nuaimi (UAE) |

#### O 19. místo
| 22. ledna 2013 17:45 | Katar                                       | 30:33(PR) | Saúdská Arábie | Palacio Multiusos de Guadalajara Guadalajara Počet diváků: 800 Rozhodčí: Coulibaly, Diabaté (CIV) |
| 22. ledna 2013 17:45 | Mabrouk 8                                   | (18:10)   | Al-Obaidi 7    | Palacio Multiusos de Guadalajara Guadalajara Počet diváků: 800 Rozhodčí: Coulibaly, Diabaté (CIV) |
| 22. ledna 2013 17:45 | 4× 3×                                       | Report    | 6× 4×          | Palacio Multiusos de Guadalajara Guadalajara Počet diváků: 800 Rozhodčí: Coulibaly, Diabaté (CIV) |
| 22. ledna 2013 17:45 | ZČ: 29:29, Prodl.: se nehrálo, 7m hody: 1:4 |           |                | Palacio Multiusos de Guadalajara Guadalajara Počet diváků: 800 Rozhodčí: Coulibaly, Diabaté (CIV) |

### O 21. - 24. místo
| 21. ledna 2013 17:45 | Černá Hora  | 35:31   | Chile        | Palacio Multiusos de Guadalajara Guadalajara Počet diváků: 500 Rozhodčí: Al-Marzouqi, Al-Nuaimi (UAE) |
| 21. ledna 2013 17:45 | Roganović 9 | (18:12) | Feuchtmann 8 | Palacio Multiusos de Guadalajara Guadalajara Počet diváků: 500 Rozhodčí: Al-Marzouqi, Al-Nuaimi (UAE) |
| 21. ledna 2013 17:45 | 5× 3×       | Report  | 3× 2×        | Palacio Multiusos de Guadalajara Guadalajara Počet diváků: 500 Rozhodčí: Al-Marzouqi, Al-Nuaimi (UAE) |

| 21. ledna 2013 20:00 | Jižní Korea  | 36:14  | Austrálie | Palacio Multiusos de Guadalajara Guadalajara Počet diváků: 500 Rozhodčí: Al-Suwaidi, Bamutref (QAT) |
| 21. ledna 2013 20:00 | Lee Eun-Ho 7 | (19:6) | Kelly 4   | Palacio Multiusos de Guadalajara Guadalajara Počet diváků: 500 Rozhodčí: Al-Suwaidi, Bamutref (QAT) |
| 21. ledna 2013 20:00 | 3× 2×        | Report | 3×        | Palacio Multiusos de Guadalajara Guadalajara Počet diváků: 500 Rozhodčí: Al-Suwaidi, Bamutref (QAT) |

#### O 21. místo
| 22. ledna 2013 15:30 | Černá Hora    | 27:30   | Jižní Korea | Palacio Multiusos de Guadalajara Guadalajara Počet diváků: 500 Rozhodčí: Al-Suwaidi, Bamutref (QAT) |
| 22. ledna 2013 15:30 | Sevaljević 11 | (13:12) | Jeong 8     | Palacio Multiusos de Guadalajara Guadalajara Počet diváků: 500 Rozhodčí: Al-Suwaidi, Bamutref (QAT) |
| 22. ledna 2013 15:30 | 5× 3×         | Report  | 1× 3×       | Palacio Multiusos de Guadalajara Guadalajara Počet diváků: 500 Rozhodčí: Al-Suwaidi, Bamutref (QAT) |

#### O 23. místo
| 22. ledna 2013 13:15 | Chile                  | 32:23   | Austrálie | Palacio Multiusos de Guadalajara Guadalajara Počet diváků: 1 000 Rozhodčí: Menezes, Pinto (BRA) |
| 22. ledna 2013 13:15 | Feuchtmann, Martínez 6 | (17:10) | Calvert 8 | Palacio Multiusos de Guadalajara Guadalajara Počet diváků: 1 000 Rozhodčí: Menezes, Pinto (BRA) |
| 22. ledna 2013 13:15 | 4× 3×                  | Report  | 4× 3×     | Palacio Multiusos de Guadalajara Guadalajara Počet diváků: 1 000 Rozhodčí: Menezes, Pinto (BRA) |

## Rozhodčí
- Jesus Menezes a Rogério Pinto
- Yalatima Coulibaly a Mamadou Diabaté
- Václav Horáček a Jiří Novotný
- Matija Gubica a Boris Milošević
- Hlynur Leifsson a Anton Pálsson
- Saleh Bamutref a Mansour Al-Suwaidi
- Gjorgje Načevski a Slavko Nikolov
- Lars Geipel a Marcus Helbig
- Kenneth Abrahamsen a Arne Kristiansen
- Ivan Caçador a Eurico Nicolau
- Bogdan Stark a Romeo Ştefan
- Michal Baďura a Jaroslav Ondogrecula
- Nenad Krstič a Peter Ljubič
- Omar Al-Marzouqi a Mohammad Al-Nuaimi
- Nenad Nikolić a Dušan Stojković

## Konečné pořadí
| 23.              | Mistrovství světa 2013 | Z | V | R | P | Skóre   | B  |
| Zlatá medaile    | Španělsko              | 9 | 8 | 0 | 1 | 280:183 | 16 |
| Stříbrná medaile | Dánsko                 | 9 | 8 | 0 | 1 | 291:244 | 16 |
| Bronzová medaile | Chorvatsko             | 9 | 8 | 0 | 1 | 266:202 | 16 |
| 4.               | Slovinsko              | 9 | 7 | 0 | 2 | 258:240 | 14 |
| 5.               | Německo                | 7 | 5 | 0 | 2 | 200:177 | 10 |
| 6.               | Francie                | 7 | 5 | 0 | 2 | 207:182 | 10 |
| 7.               | Rusko                  | 7 | 4 | 1 | 2 | 205:185 | 9  |
| 8.               | Maďarsko               | 7 | 4 | 0 | 3 | 200:167 | 8  |
| 9.               | Polsko                 | 6 | 4 | 0 | 2 | 153:137 | 8  |
| 10.              | Island                 | 6 | 3 | 0 | 3 | 181:166 | 6  |
| 11.              | Srbsko                 | 6 | 3 | 0 | 3 | 170:159 | 6  |
| 12.              | Brazílie               | 6 | 3 | 0 | 3 | 148:154 | 6  |
| 13.              | Tunisko                | 6 | 3 | 0 | 3 | 146:153 | 6  |
| 14.              | Makedonie              | 6 | 2 | 1 | 3 | 165:171 | 5  |
| 15.              | Bělorusko              | 6 | 2 | 0 | 4 | 159:153 | 4  |
| 16.              | Egypt                  | 6 | 1 | 1 | 4 | 156:154 | 3  |
| 17.              | Alžírsko               | 7 | 3 | 1 | 3 | 180:173 | 7  |
| 18.              | Argentina              | 7 | 2 | 0 | 5 | 169:193 | 4  |
| 19.              | Saúdská Arábie         | 7 | 1 | 1 | 5 | 148:202 | 3  |
| 20.              | Katar                  | 7 | 1 | 1 | 5 | 195:229 | 3  |
| 21.              | Jižní Korea            | 7 | 2 | 0 | 5 | 182:189 | 4  |
| 22.              | Černá Hora             | 7 | 1 | 0 | 6 | 179:203 | 2  |
| 23.              | Chile                  | 7 | 1 | 0 | 6 | 184:236 | 2  |
| 24.              | Austrálie              | 7 | 0 | 0 | 7 | 103:276 | 0  |